# Bron
Pour les articles homonymes, voir Bron (homonymie).
Bron est une commune française située dans la Métropole de Lyon, en région Auvergne-Rhône-Alpes.

## Géographie
La commune est actuellement divisée en 14 quartiers : Aviation; Bron Centre; Charmilles; Essarts; Genêts; Jardins du Fort; Lacouture; Parc du Chêne; Parilly; Rebufer; St Jean - Sept Chemins; Terraillon; Université - Les Lads et pour finir Vinatier (voir le portail cartographique de la commune).
La commune se situe dans la zone d'appellation suivante, décernée par l'INAO :
- IGP Emmental français Est Central (Label Rouge).

### Localisation
Commune du département du Rhône, puis de la métropole de Lyon depuis le 1er janvier 2015, Bron fait partie des communes dites de l'Est lyonnais.

### Communes limitrophes
Les communes limitrophes sont Vaulx-en-Velin, Vénissieux, Villeurbanne, Chassieu, Saint-Priest et Lyon.
| Villeurbanne | Vaulx-en-Velin | Décines-Charpieu (par un quadripoint) |
| Lyon         | Bron           | Chassieu                              |
| Vénissieux   | Saint-Priest   | Saint-Priest                          |

### Relief
La commune est assez plate, cependant quelques variations marquent son élévation. Son altitude varie ainsi de 183 m à 221 m, la plus haute élévation de la commune est située sous le Fort de Bron, bien qu'elle ne constitue pas la seule butte. Celles-ci ne sont toutefois pas suffisamment remarquables pour avoir été nommées, certaines ont entièrement été urbanisées.
La commune est localisée sur un petit plateau surélevé de quelques dizaines de mètres par rapport à la plaine alluviale du Rhône, ce plateau s'étend au-delà de St-Priest au sud-est. Le Rhône a longtemps été un fleuve capricieux qui débordait de son lit. Bron se présentait comme une position avantageuse à l'est du fleuve et de la Capitale des Gaules. Cette particularité a avait déjà été cartographié sur la carte de Cassini puis sur la carte d'état-major.

### Hydrographie
La commune n'est pas dotée d'un quelconque réseau hydrographique sur son territoire.
Elle est dotée de quelques mares non naturelles comme celle du parc de Parilly au nord de l'hippodrome de Parilly près du chemin du renard (10 m de large environ quand elle n'est pas sèche), ou encore la mare pédagogique du Collège Théodore Monod.
Le Parc de Parilly est également doté de petites fontaines à eau potable et d'un château d'eau.
La commune est aussi à proximité de quelques bassins de rétentions, les premiers situés à proximité d'Eurexpo à Chassieu. Et les seconds, près de la Porte des Alpes, du campus de Bron de l'Université Lyon 2 et du Centre de formation du SDMIS à St-Priest (on y trouve le bassin Minerve, ainsi que les lacs Feuilly, des perches et des Mouilles). Qui plus est, les brondillants ne sont pas très loin des quais du Rhône, et de la Saône en allant au centre-ville de Lyon ; Ou bien en allant au nord, au Grand-Large, le canal de Jonage et le Grand Parc de Miribel-Jonage et son lac des Eaux Bleues.

### Climat
Pour des articles plus généraux, voir Climat d'Auvergne-Rhône-Alpes et Climat du Rhône.
En 2010, le climat de la commune est de type climat océanique altéré, selon une étude du Centre national de la recherche scientifique s'appuyant sur une série de données couvrant la période 1971-2000. En 2020, Météo-France publie une typologie des climats de la France métropolitaine dans laquelle la commune est dans une zone de transition entre le climat semi-continental et le climat de montagne et est dans la région climatique Bourgogne, vallée de la Saône, caractérisée par un bon ensoleillement (1 900 h/an), un été chaud (18,5 °C), un air sec au printemps et en été et des vents faibles. 
Pour la période 1971-2000, la température annuelle moyenne est de 12,1 °C, avec une amplitude thermique annuelle de 18,1 °C. Le cumul annuel moyen de précipitations est de 833 mm, avec 9 jours de précipitations en janvier et 6,5 jours en juillet. Pour la période 1991-2020, la température moyenne annuelle observée sur la station météorologique installée dans la commune est de 13,0 °C et le cumul annuel moyen de précipitations est de 820,8 mm,. Pour l'avenir, les paramètres climatiques de la commune estimés pour 2050 selon différents scénarios d'émission de gaz à effet de serre sont consultables sur un site dédié publié par Météo-France en novembre 2022.
| Mois                                  | jan.           | fév.             | mars             | avril           | mai             | juin           | jui.           | août           | sep.            | oct.            | nov.            | déc.             | année      |
| ------------------------------------- | -------------- | ---------------- | ---------------- | --------------- | --------------- | -------------- | -------------- | -------------- | --------------- | --------------- | --------------- | ---------------- | ---------- |
| Température minimale moyenne (°C)     | 1,1            | 1,4              | 4,2              | 7,2             | 11,2            | 15             | 17             | 16,6           | 12,8            | 9,6             | 4,9             | 2                | 8,6        |
| Température moyenne (°C)              | 4,1            | 5,2              | 9                | 12,3            | 16,3            | 20,3           | 22,6           | 22,3           | 17,9            | 13,7            | 8,1             | 4,8              | 13         |
| Température maximale moyenne (°C)     | 7,1            | 9                | 13,8             | 17,4            | 21,5            | 25,6           | 28,2           | 28             | 23,1            | 17,7            | 11,4            | 7,7              | 17,5       |
| Record de froid (°C) date du record   | −23 23.01.1963 | −22,5 14.02.1929 | −10,5 07.03.1971 | −4,4 10.04.1949 | −3,8 01.05.1938 | 2,3 01.06.1959 | 6,1 07.07.1962 | 4,6 25.08.1940 | 0,2 24.09.1928  | −4,5 31.10.1950 | −9,4 30.11.1925 | −24,6 22.12.1938 | −24,6 1938 |
| Record de chaleur (°C) date du record | 19,1 10.01.15  | 21,9 25.02.21    | 26 31.03.21      | 30,1 16.04.1949 | 34,2 16.05.1945 | 38,4 27.06.19  | 40,4 24.07.19  | 41,4 24.08.23  | 35,8 05.09.1949 | 30,6 09.10.23   | 23 02.11.1924   | 20,2 18.12.1989  | 41,4 2023  |
| Ensoleillement (h)                    | 711            | 1 024            | 1 737            | 1 977           | 2 238           | 2 565          | 2 881          | 2 631          | 2 041           | 1 314           | 789             | 587              | 20 495     |
| Précipitations (mm)                   | 49,8           | 41,6             | 49,4             | 68,9            | 80,9            | 74,1           | 67,4           | 65,5           | 82,5            | 99,8            | 87,2            | 53,7             | 820,8      |

### Voies de communication et transports
Tramway T2, T5 et T6, métro D, bus et taxis.

#### Desserte routière
Depuis 1973, l'autoroute A43 traverse Bron, dont deux sorties desservent la ville :
- 2 Bron-Rebufer / Parc de Parilly ;
- 4b N6 / Aérodrome de Bron.

#### Transports en commun

##### Aéroport
La commune de Bron donne son nom à l'aéroport de Lyon-Bron, même si celui-ci ne se situe plus sur le territoire de la commune, mais sur ceux de Chassieu et de Saint-Priest.

##### Bus

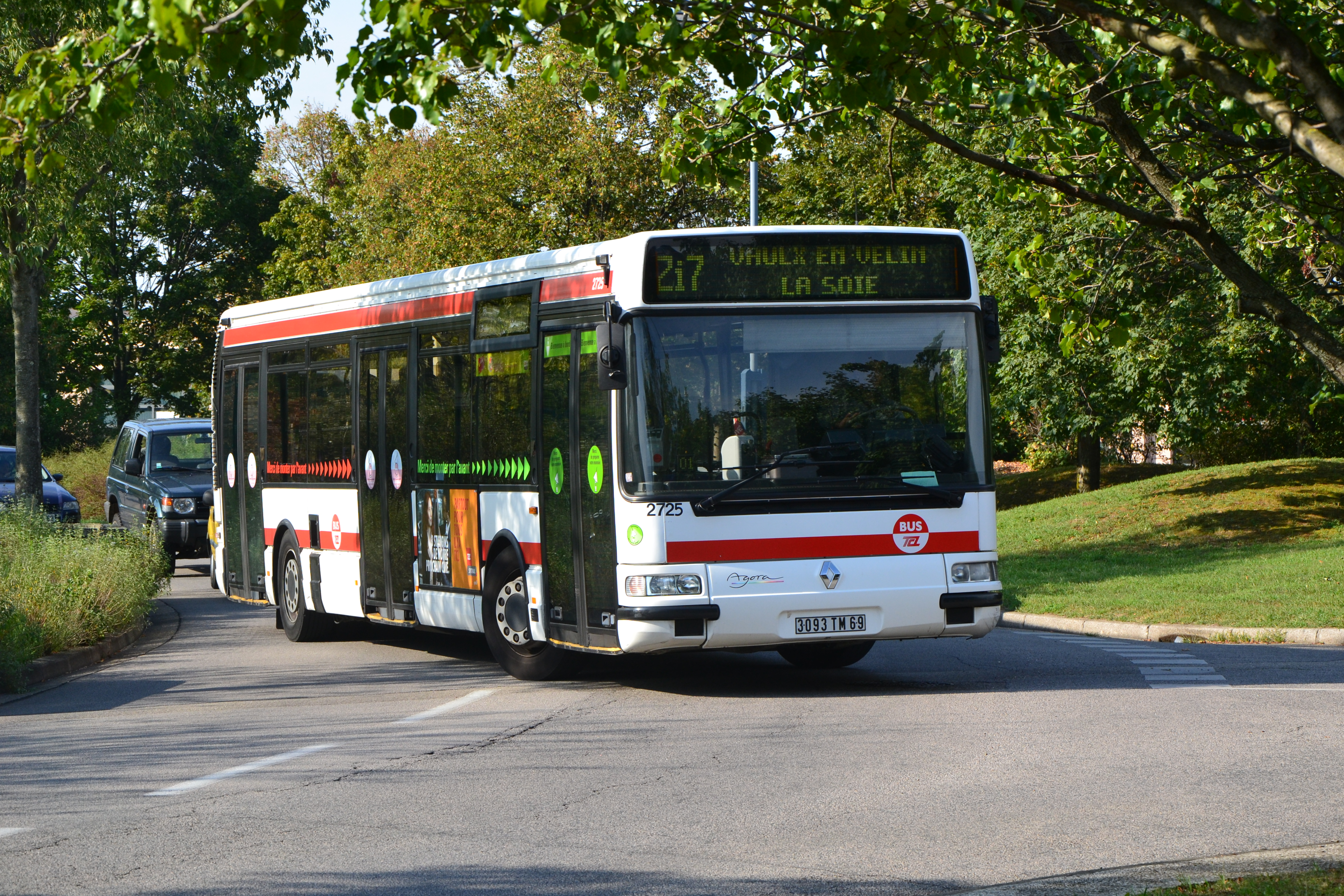
La ligne de bus Zi7, près de son terminus Bron Droits de l'Homme.

Des brochures sur les horaires de bus sont disponibles à l’accueil de la Mairie et dans les lieux suivants :
Agences TCL :
Grange Blanche- Métro ligne D (du lundi au vendredi inclus, de 7 h 30 à 18 h 30, le samedi de 9 h à 12 h et de 13 h 30 à 17 h)
Parilly-Métro ligne D (du lundi au vendredi inclus, de 12 h 30 à 18 h 30, ouverture uniquement les 4 premiers jours et quatre derniers jours du mois)
Lignes de bus desservant la ville de Bron :
- C8 - Grange Blanche <> Vaulx-En-Velin Résistance
- C9 - Bellecour Antonin Poncet <> Hôpitaux Est
- C15 - Laurent Bonnevay <> Bachut Mairie du 8e
- C17 - Porte des Alpes <> Charpennes Charles Hernu
- 24 - Grange Blanche <> Bron Sept Chemins
- 25 - Gare Part-Dieu Vivier Merle <> Bron Sept Chemins
- 26 - Manissieux Pierre Blanche <> Lycée Lumière
- 28 - Vaulx en velin la Soie <> Meyzieu ZI / Pusignan Gutenberg (à l'arrêt Sept chemins seulement)
- 52 - Parilly Université Hippodrome <> Vaulx-En-Velin La Grappinière
- 68 - Vaulx-En-Velin La Soie <> Les Grandes Terres
- 79 - La Borelle <> Décines Grand Large
- 93 - Hôpital Feyzin Vénissieux <> Porte des Alpes / Parc Technologique
- Zi7 - Vaulx-En-Velin La Soie <> Bron Droits De L'Homme

##### Tramway

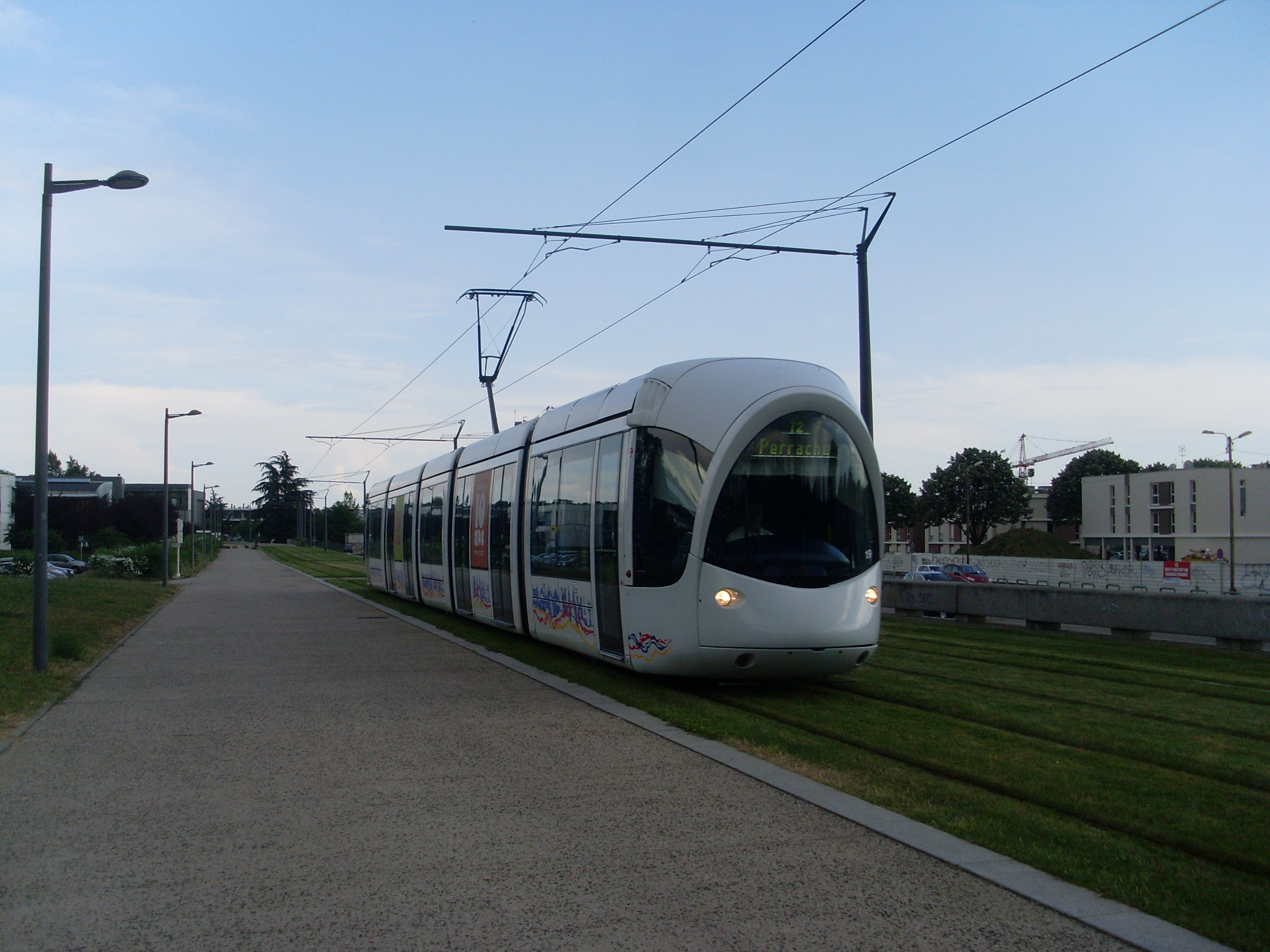
La ligne du tramway T2 dessert Bron et son centre-ville.

121 ans après la création d'une première ligne de tramway, ce dernier fait sa réapparition dans la ville en 2001. La ligne T2 de Perrache à Saint-Priest dessert 29 stations en passant par Grange Blanche et le centre-ville de Bron. Elle dessert 8 stations à Bron et notamment l’hôpital du Vinatier, le centre-ville, le cinéma Les Alizés et l’Université Lyon 2. Le centre de Bron se trouve ainsi à 8 minutes de la station de métro Grange Blanche, et à 25 minutes du centre de Lyon. Le service débute à 4 h 55 et se termine à 0 h 35.
Depuis novembre 2012, la ligne T5 relie le quartier lyonnais de Grange blanche à Eurexpo via Bron, en desservant la Place Curial, le lycée Jean Paul Sartre et la ZAC du Chêne. Une prolongation jusqu'à la commune voisine de Chassieu de cette ligne est à l'étude.
Liste des lignes de tramway desservant la ville de Bron au 24 mars 2021 :
- Tram T2 : Hôtel de région - Montrochet <> Saint-Priest Bel Air
- Tram T5 : Grange Blanche <> Parc du Chêne <> Eurexpo (les jours de salon)
- Tram T6 : Debourg <> Hôpitaux Est - Pinel

## Urbanisme

### Typologie
Au 1er janvier 2024, Bron est catégorisée grand centre urbain, selon la nouvelle grille communale de densité à sept niveaux définie par l'Insee en 2022.
Elle appartient à l'unité urbaine de Lyon, une agglomération inter-départementale regroupant 123  communes, dont elle est une commune de la banlieue,,. Par ailleurs la commune fait partie de l'aire d'attraction de Lyon, dont elle est une commune du pôle principal,. Cette aire, qui regroupe 397 communes, est catégorisée dans les aires de 700 000 habitants ou plus (hors Paris),.

### Occupation des sols
L'occupation des sols de la commune, telle qu'elle ressort de la base de données européenne d’occupation biophysique des sols Corine Land Cover (CLC), est marquée par l'importance des territoires artificialisés (97,8 % en 2018), en augmentation par rapport à 1990 (95,9 %). La répartition détaillée en 2018 est la suivante : zones urbanisées (54,4 %), zones industrielles ou commerciales et réseaux de communication (33,5 %), espaces verts artificialisés, non agricoles (9,8 %), terres arables (2,2 %). L'évolution de l’occupation des sols de la commune et de ses infrastructures peut être observée sur les différentes représentations cartographiques du territoire : la carte de Cassini (XVIIIe siècle), la carte d'état-major (1820-1866) et les cartes ou photos aériennes de l'IGN pour la période actuelle (1950 à aujourd'hui).

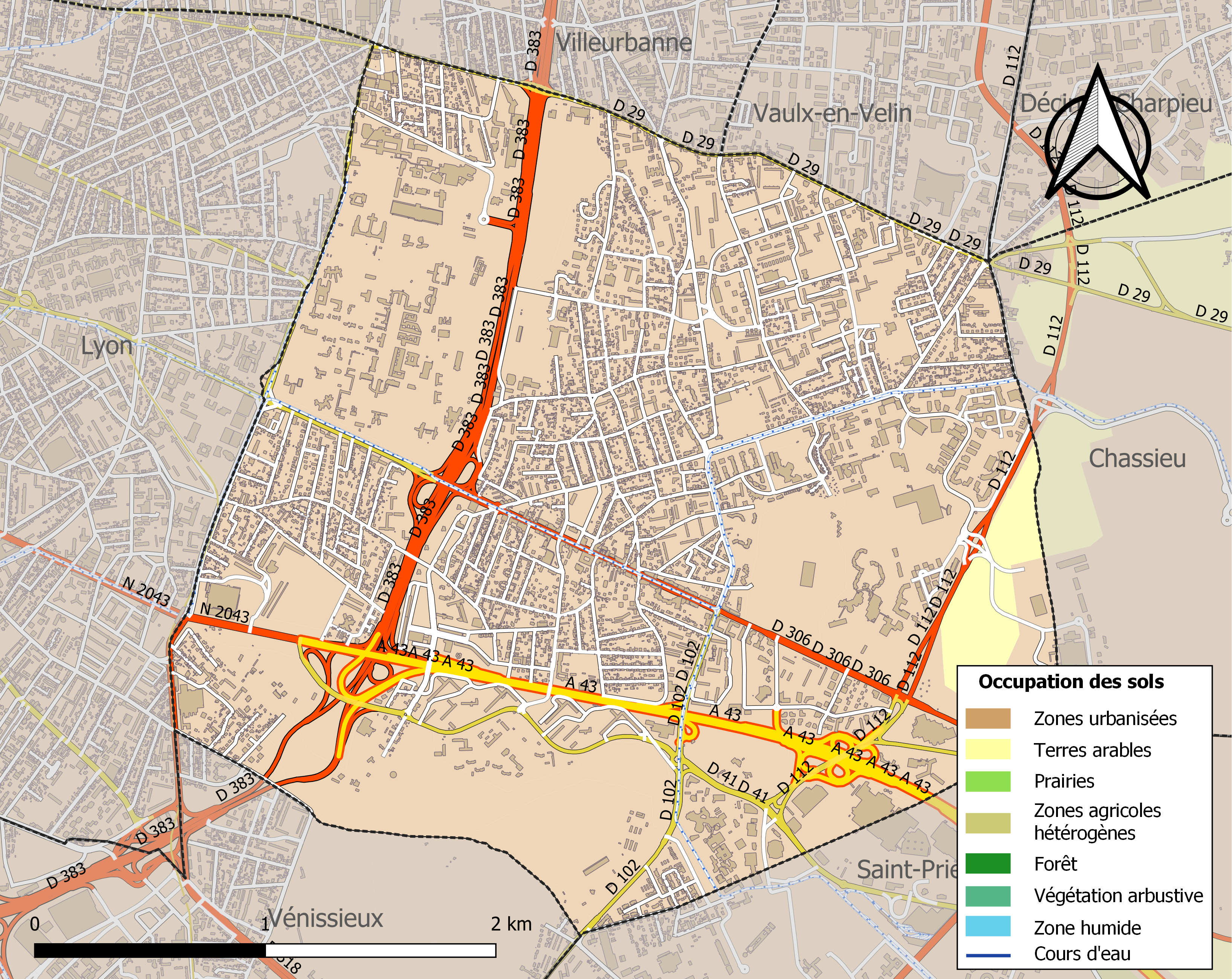
Carte des infrastructures et de l'occupation des sols de la commune en 2018 (CLC).

## Bron en chiffres
- Superficie : 1 010 ha - Altitude : 210 mètres
- Population : 41 000 habitants
- La part de logement social : 30%
- Santé : 4 hôpitaux
- Enseignement : 25 établissements scolaires, 3 collèges, 3 lycées (général et 2 professionnels), 1 Université
- Culture : 1 cinéma, 1 centre culturel, 1 MJC, 1 centre chorégraphique de danse hip-hop (Paul Pic)
- Espaces verts : de nombreux parcs, 1 hippodrome, 1 Fort
- Détente : 5 squares, 47 aires de jeux, 13,5 km de pistes cyclables et 6 km de voie verte
- Loisirs : 300 associations, 1 centre nautique, 4 stades de football, 1 de rugby, 1 piste d’athlétisme, 2 boulodromes, 6 gymnases, 1 Halle des sports, 7 terrains multisports, 1 plateau sportif

### Communes limitrophes

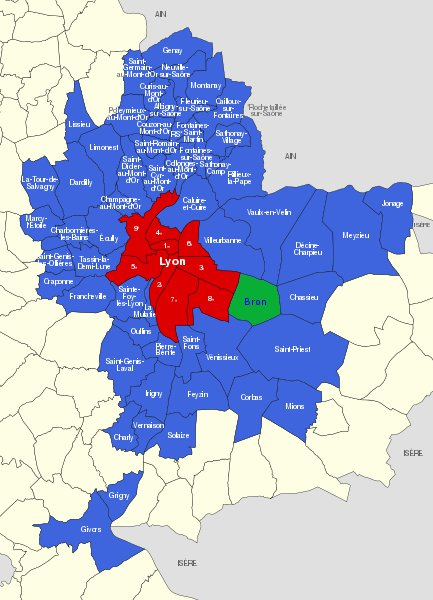
Bron
Lyon
métropole de Lyon
Communes du Rhône

La commune est bordée à l'Ouest par les 3e et 8e arrondissements de Lyon, au Nord par Villeurbanne, Vaulx-en-Velin et Décines-Charpieu, à l'Est par Chassieu et au Sud, par Vénissieux et Saint-Priest.

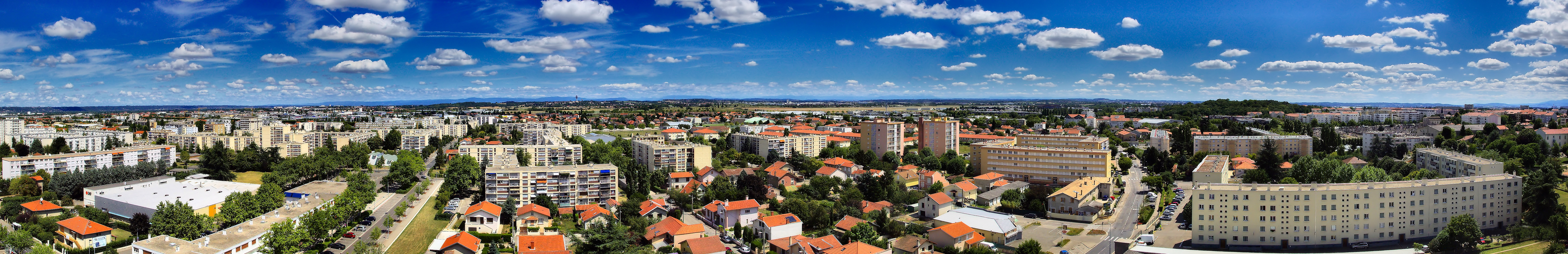
Panorama sur Bron Est.

## Toponymie
Bron vient de Beron, nom d'un ancien propriétaire germanique à la suite des invasions barbares.

## Héraldique
| Blason de Bron | Les armes de Bron se blasonnent ainsi : D'or à la fasce de gueules accompagnée, en chef, d'un lion issant de sable et, en pointe, d'un dauphin d'azur. |

## Histoire

### Époque romaine
Dès le Néolithique, le site est occupé (présence de fossés) ainsi que durant la Tène (trous de poteaux, fosses).
Le site actuel n'est pas situé à proximité immédiate de la capitale des Gaules, Lugdunum. Toutefois, une voie romaine, citée par Strabon, traverserait ce territoire en direction de l'Italie. Un des indices les plus sérieux attestant son existence est situé à la limite du territoire actuel. On signale la présence de tuiles romaines, de four de sépulture et de maçonneries dont l'usage n'est pas clairement identifié. Dès 470-474, le territoire est sous le contrôle des Burgondes puis sous celui des Francs du Royaume de Bourgogne.

### Moyen Âge à nos jours

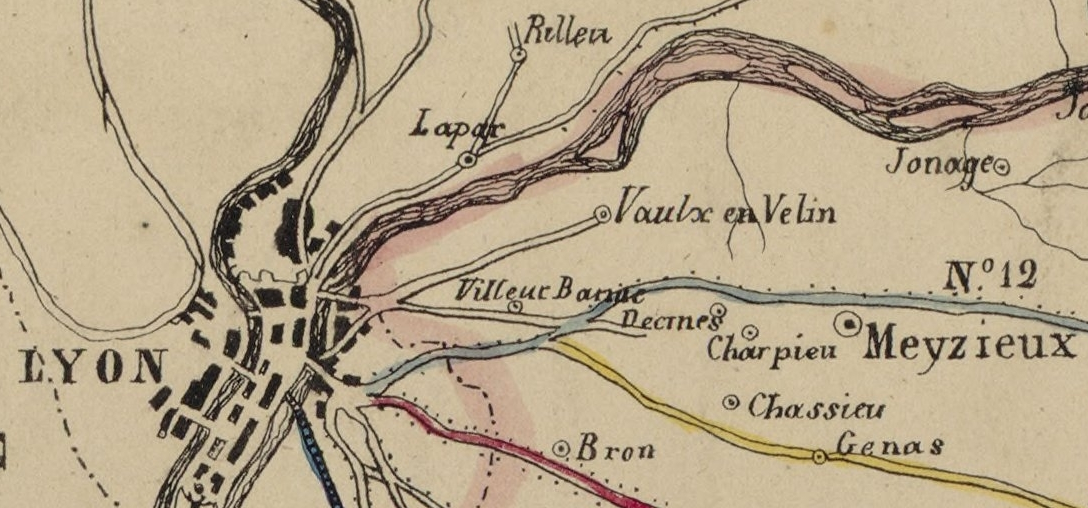
Plan des années 1840 montrant Bron.

- 1030 - Le Comté du Viennois, dont fait partie Bron, devient l'origine du futur Dauphiné à la dissolution de l'éphémère Royaume de Provence.
- 1248 - Josselme de Bron est seigneur de Saint-Symphorien d'Ozon et de Bron.
- 1260 - Ysnard de Bron devient Seigneur de Bron. Il était précédemment Chanoine à Lyon depuis 1255.
- 1276 - Première mention d'une paroisse à Bron.
- 1413 - Jean de Bron rend hommage au dauphin Louis Ier avec la maison forte.
- 1429 - 1432 - Guerre entre la Savoie et le Dauphiné.
- 1349 - La province du Dauphiné est réunie à la couronne de France.
- 1594 - Catherine de Laube, veuve de Jean de Buirin fait donation à son neveu Gaspard de Laube des terres de Bron.
- 1711 - Le 11 octobre au retour de la fête de St-Denis une bousculade se produit sur le pont de la Guillotière qui fera plus de mille blessés (ou morts).
- 1750 - Rôle de la capitation recensant les professions des chefs de famille : 26 laboureurs, 12 fermiers, 12 journaliers, 5 domestiques, 1 procureur, 1 consul, 1 maréchal Ferrant, 1 tailleur d'habits, 1 cabaretier, 1 bourgeois.
- 1790 - Première municipalité. La commune est rattachée au département de Isère, canton de Meyzieu.
- 1793 - Premier recensement connu de la population: 441 habitants.
- 1807 - Passage de Napoléon ; provenant de Milan, il se rend à Paris.
- 1812 - Établissement du premier cadastre. Bron représente 983 hectares dont 797 en terres labourables, 117 en bois et taillis, 34 en vignes, 10 en prés.
- 1817 - Création d'un poste de garde champêtre.
- 1835 - Création d'un poste d'instituteur et d'un secrétaire de mairie.

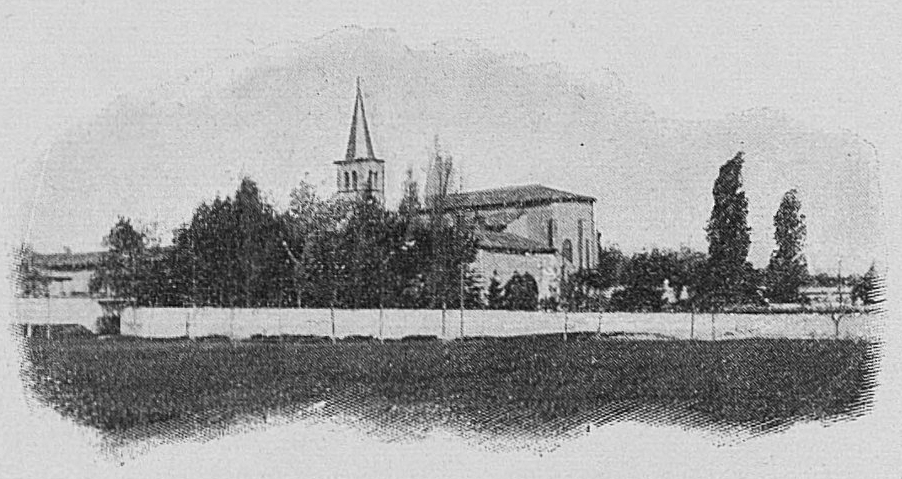
Le village au début du XXe siècle.

- 1852 - La commune de Bron est rattachée au département du Rhône, canton de Villeurbanne[18]
- 1866 - Dénombrement de la population : 214 agriculteurs, 32 industries diverses, 19 commerçants, 41 rentiers.
- 1872 - 1876 Construction du Fort de Bron.
- 1877 - Création de l'hôpital du Vinatier.
- 1889 - Création de la ligne de tramway à vapeur no 24 reliant Bron à Lyon.
- 1888 - Début de l'alimentation de Bron en eau potable sous pression.
- 1889 - Création de la ligne de tramway à vapeur reliant Bron à Lyon par la Compagnie lyonnaise de tramways[19].
- 1900 - 1 410 habitants et 1 600 malades à l'hôpital du Vinatier.
- 1902 - Création d'un bureau de poste. Apparition des premiers tramway électriques.
- 1910 - Création de l'école d'aviation civile sur le terrain d'aviation de Bron.
- 1920 - La population atteint 3 300 personnes. Début de la première vague d'urbanisation qui va porter en 10 ans le nombre d'habitants à 8 926 avec 1 037 constructions nouvelles.
- 1944 - en août, 109 détenus de la prison de Montluc dont 72 juifs qui venaient de déblayer les 17, 18 et 21 août 1944 les entonnoirs de bombes de l'aéroport de Bron bombardé le 14 août, sont massacrés par les nazis dans ce qui deviendra « le Charnier de Bron »[20].
- 1944 - Bombardement du terrain d'aviation, 45 immeubles dont l'église sont également touchés.
- 1952 - L'aviatrice française Maryse Bastié y perd la vie dans un accident d'avion.
- 1954 - 1959 - Construction des UC (Unités de construction) à Parilly.
- 1959 - Construction de l’Hôpital Cardiologique.
- 1980 - Construction de l'École du service de santé des armées de Lyon-Bron sur le site du Fort de Bron.
- 2001 - Arrivé du tramway moderne à Bron (Ligne T2)
- 2008 - Création de l'Hôpital Mère-Enfant.
- 2008 - Destruction de l'UC7 (Unité de construction n°7) à Parilly. Construction de la nouvelle Médiathèque Jean Prévost en 2012 et de nouveaux petits immeubles sur ces terrains.
- 2010 - Destruction de l'autopont de Mermoz Pinel. Situé entre le 8e arrondissement de Lyon et Bron.
- 2012 - Arrivée d'une deuxième ligne de tramway : la ligne T5. Elle dessert le Lycée Jean-Paul Sartre et le parc d'activité du chêne.
- 2018 - Destruction de la caserne Raby de la Gendarmerie Nationale. Un nouveau quartier, la Clairière, est en construction sur le site de l'ancienne caserne de 2020 à 2030.
- 2019 - Arrivée d'une troisième ligne de tramway : la ligne T6. Elle dessert les quartiers de Mermoz, le Vinatier, et le Groupement Hospitalier Est
- 2020 - Destruction de l'UC1 (Unité de construction n°1) à Parilly.

## Politique et administration

### Administration territoriale
Après avoir appartenu successivement aux départements de l'Isère, puis du Rhône, ainsi qu'à la communauté urbaine de Lyon à partir de 1969, Bron quitte le Rhône le 1er janvier 2015 et fait désormais partie de la métropole de Lyon.

### Tendances politiques et résultats
Aux élections européennes du 9 juin 2024, LFI (21,60% contre 6,07% en 2019), arrive en tête devant le Rassemblement national (20,13% contre 17,46% en 2019),, derrière PS-Place publique (15,09% contre 7,42% en 2019),, le parti au pouvoir n'arrivant que 4ème avec 13,22% (contre 22,45% en 2019),.

### Administration municipale

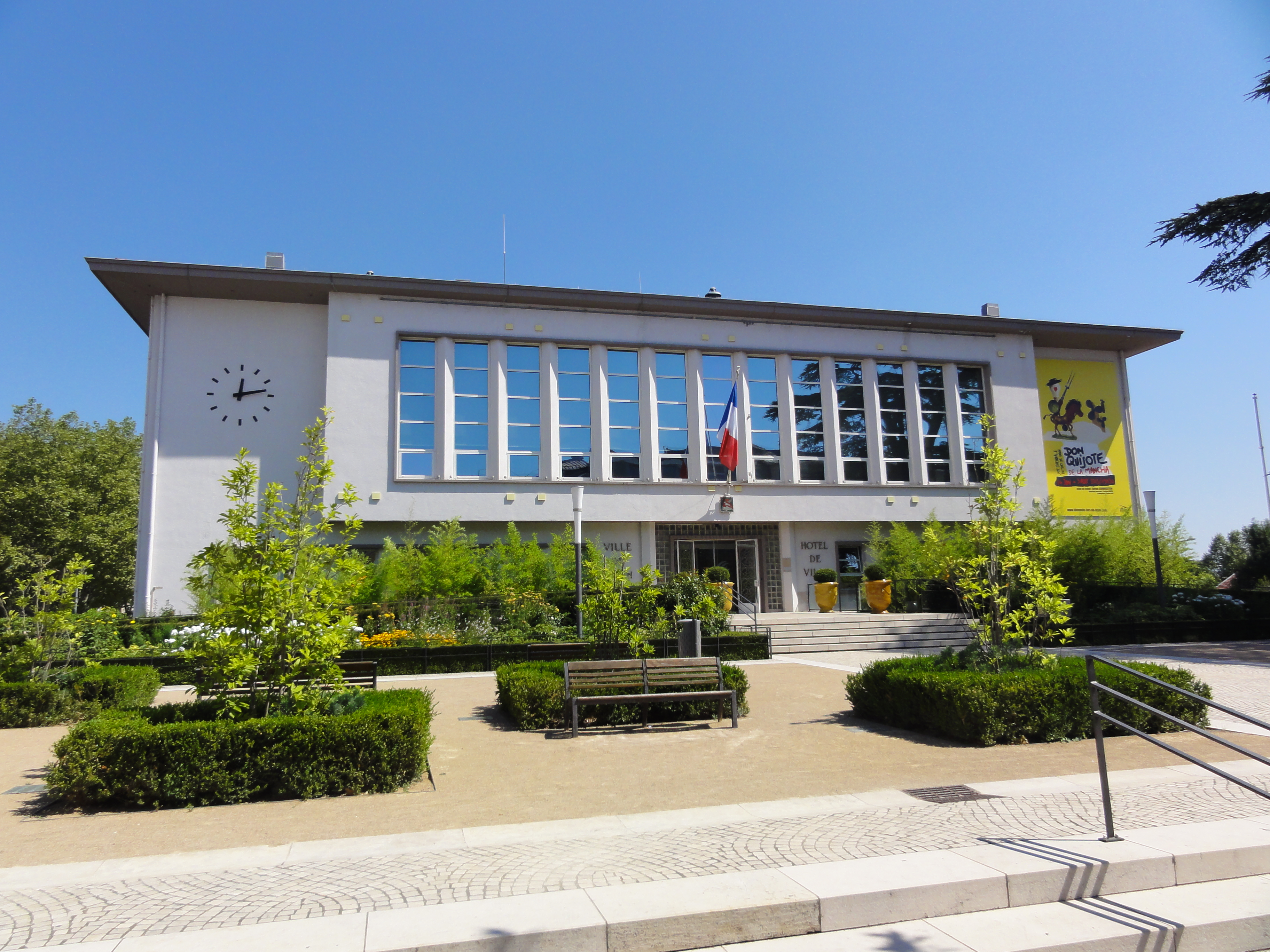
La mairie de Bron

Le Conseil municipal est composé du Maire, des adjoints et des conseillers municipaux élus pour six ans.
Le nombre des membres du Conseil municipal est fixé par la loi à un chiffre impair pour éviter les conflits en cas de partage égal des voix lors des votes. Le Conseil municipal de Bron compte 39 élus : 1 maire, 11 adjoints (6 hommes et 5 femmes), 27 conseillers. Ce nombre est déterminé par le chiffre de la population municipale totale, tel qu’il résulte du dernier recensement général.

### Intercommunalité
La commune faisait partie, jusqu'au 31 décembre 2014, de la communauté urbaine de Lyon dont elle représentait environ 1,96 % du territoire et 3,09 % de la population en 2007. À partir du 1er janvier 2015, elle fait partie de la Métropole de Lyon.

### Jumelages
Bron ne faillit pas à la tradition des jumelages, qui consiste à rassembler et rapprocher les peuples :
- Weingarten (Allemagne) depuis le 4 mai 1963[30] ;
- Grimma (Allemagne) depuis 1971 ;
- Cumbernauld (Écosse) depuis 1974 ;
- Talavera de la Reina (Espagne) depuis 1991.

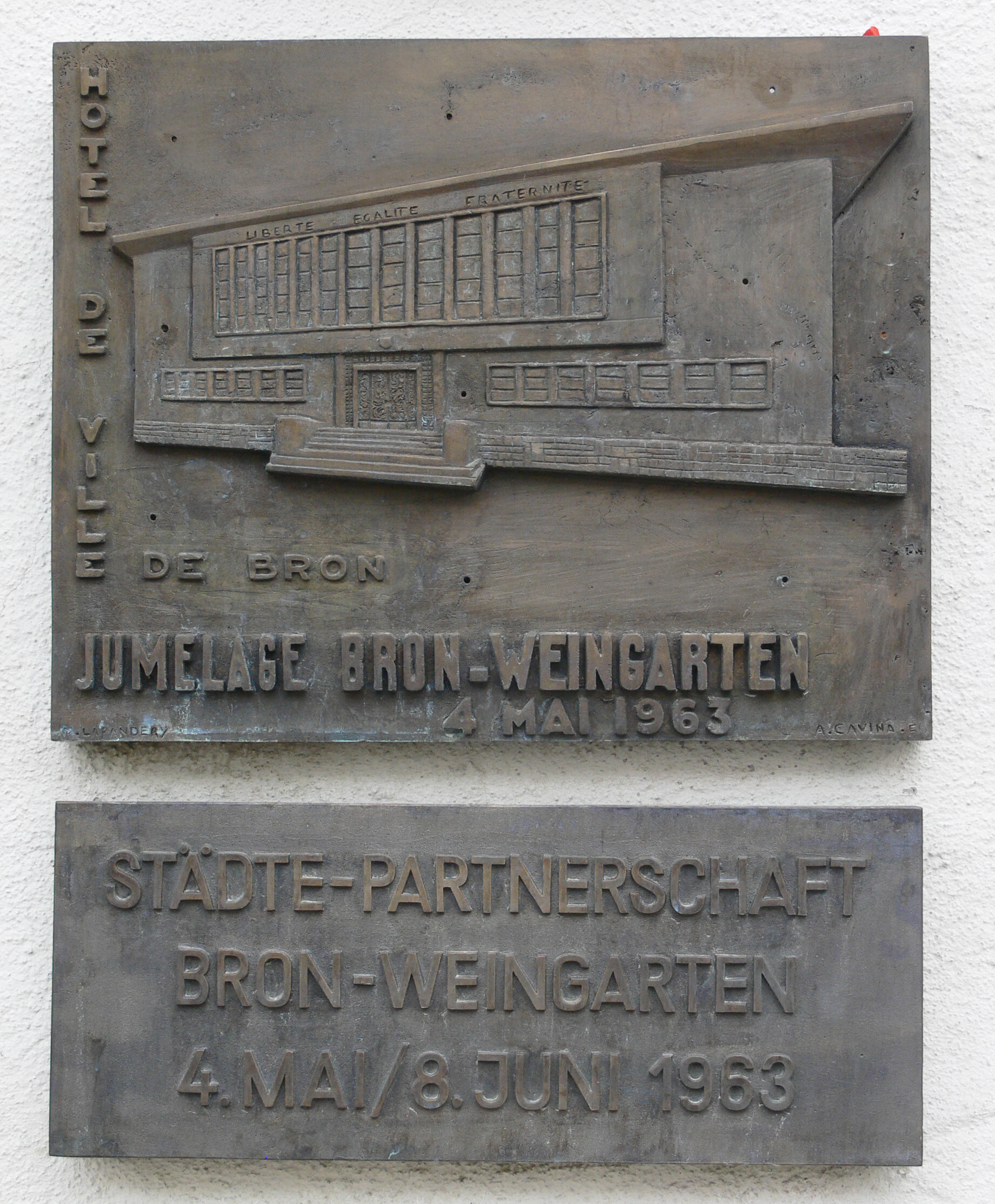
Plaque commémorative du jumelage avec Weingarten.

La ville a en effet, dès le 4 mai 1963, signé un serment de jumelage avec la ville de Weingarten (Land de Baden-Württemberg) au lendemain de la Seconde Guerre mondiale. C'est en 1971 que se concrétise le deuxième jumelage avec la ville de Grimma dans le Land de Saxe puis le troisième en 1974 avec Cumbernauld (North Lanarkshire) et enfin le quatrième avec Talavera de la Reina (province de Tolède) en 1991.
Allemagne, Royaume-Uni et Espagne, autant de diversités dans la culture et la langue qui animent des rencontres et des échanges de façon vivante et enrichissante.
De nombreuses associations contribuent activement à développer les liens notamment dans les domaines culturels et sportifs et en faveur de la jeunesse.

## Population et société

### Démographie
L'évolution du nombre d'habitants est connue à travers les recensements de la population effectués dans la commune depuis 1793. Pour les communes de plus de 10 000 habitants les recensements ont lieu chaque année à la suite d'une enquête par sondage auprès d'un échantillon d'adresses représentant 8 % de leurs logements, contrairement aux autres communes qui ont un recensement réel tous les cinq ans,.

En 2022, la commune comptait 42 850 habitants, en évolution de +4,36 % par rapport à 2016 (Rhône : +3,93 %, France hors Mayotte : +2,11 %).
| 1793 | 1800 | 1806 | 1821 | 1831 | 1836 | 1841 | 1846 | 1851 |
| ---- | ---- | ---- | ---- | ---- | ---- | ---- | ---- | ---- |
| 441  | 446  | 448  | 694  | 798  | 850  | 929  | 999  | 981  |

| 1856 | 1861  | 1866  | 1872  | 1876  | 1881  | 1886  | 1891  | 1896  |
| ---- | ----- | ----- | ----- | ----- | ----- | ----- | ----- | ----- |
| 981  | 1 010 | 1 041 | 1 015 | 2 168 | 2 470 | 2 712 | 2 691 | 2 665 |

| 1901  | 1906  | 1911  | 1921  | 1926  | 1931   | 1936   | 1946   | 1954   |
| ----- | ----- | ----- | ----- | ----- | ------ | ------ | ------ | ------ |
| 3 206 | 3 506 | 4 160 | 6 397 | 8 774 | 12 423 | 13 161 | 12 597 | 14 195 |

| 1962   | 1968   | 1975   | 1982   | 1990   | 1999   | 2006   | 2011   | 2016   |
| ------ | ------ | ------ | ------ | ------ | ------ | ------ | ------ | ------ |
| 26 959 | 41 619 | 44 563 | 40 638 | 39 683 | 37 369 | 38 919 | 38 881 | 41 060 |

| 2021   | 2022   | - | - | - | - | - | - | - |
| ------ | ------ | - | - | - | - | - | - | - |
| 43 049 | 42 850 | - | - | - | - | - | - | - |

### Enseignement
Bron est située dans l'académie de Lyon et accueille l'Université Lyon 2.
L'École de santé des armées y forme les futurs officiers médecins, pharmaciens et sous officiers infirmiers . L'école militaire fait partie des Grandes écoles militaires en France et est née de la fusion de l'ancienne École du service de santé des armées de Bordeaux, de l'École de santé des armées de Lyon-Bron, et de l'École du personnel paramédical des armées de Toulon.

### Manifestations culturelles et festivités
Bron propose une offre culturelle variée, qui s'appuie à la fois sur un réseau de grands équipements comme l'Espace Albert-Camus, la médiathèque Jean-Prévost, le cinéma Les Alizés, la MJC Louis-Aragon, la Ferme du Vinatier et le centre chorégraphique de la Compagnie de hip-hop Käfig et sur les multiples rendez-vous que proposent les associations culturelles de la ville.
C'est ainsi que de nombreuses manifestations de qualité jalonnent le calendrier comme « Drôle d'endroit pour des rencontres » au cinéma Les Alizés, un temps fort du cinéma français (janvier), la Fête du Livre, un événement majeur au rayonnement régional avec 30 000 visiteurs (mars) ou la Biennale du Fort.

### Santé
Plusieurs hôpitaux des Hospices civils de Lyon sont implantés à Bron, notamment l'Hôpital Femme-Mère-Enfant.

### Sports
Bron a été nommée par le journal sportif L'Équipe, Ville la Plus Sportive de France en 2008, dans la catégorie des communes de plus de 20 000 habitants. Avec près de 21 % de licenciés sportifs, soit près de 7 800 licenciés au sein de sa population globale, Bron dispose d'un tissu associatif dense et d'une large diversité de pratiques. 40 clubs proposent 49 disciplines différentes, clubs regroupés au sein de l'office municipal du sport.
De nombreux événements jalonnent le calendrier sportif, tels que : la Fête du sport en novembre, le Meeting national d’athlétisme, l'International de pétanque ou de nombreux championnats de France et tournois. La Ville gère pour sa part 16 équipements municipaux ouverts 360 jours par an.

#### Équipements sportifs
Bron compte ainsi plusieurs bâtiments sportifs. On compte notamment quatre stades, dont un aux dimensions olympiques pour la pratique du football, du rugby et de l'athlétisme. On peut également citer 7 plateaux Sportifs, 14 gymnases, une halle des sports, deux boulodromes, une salle d'armes pour la pratique de l'escrime, une salle de danse, une salle de boxe et une piscine olympique, le Complexe Pierre Duboeuf[réf. nécessaire].

#### Clubs
La ville abrite de nombreux clubs où sont pratiquées diverses activités sportives :
- Athlétisme (Entente Sud lyonnais section locale : ASUL Bron)
- Baseball/Softball (Devils de Bron Saint-Priest)
- Basket-ball (Bron Basket Club)
- Boxe (Bron SBF)
- Escrime (Académie d'escrime de Bron, champion de France M17 en 2019)
- Escalade (Bron Vertical)
- Football (AS Bron Grand Lyon, SC Bron Terraillon où a joué Karim Benzema étant jeune)
- Football américain (Falcons de Bron villeurbanne, champion de France du casque d'argent en 1996 (3e division), champion régional cadet 2011, Champion de France Casque d'argent 2013, Champion de France Casque d'Or 2016)
- Gymnastique artistique et rythmique (Amicale Laïque de Bron)
- Handball (l'équipe fanion évolue en championnat de France de Nationale 1 féminine)
- Judo (MJC Louis ARAGON)
- Natation (EMS Bron Natation), plongée subaquatique (Club subaquatique de Bron)
- Rugby à XV (EMS Bron XV)
- Taekwondo (Bron Taekwondo[Note 8])
- Tennis de table (Bron TT)
- Viet Vo Dao (MJC Louis ARAGON)
- Volley-ball (Volley Bron @ Lyon Lumière ou VB@ll, 1er club de volley de France en nombre de licenciés depuis 2009)

### Médias
En 2014, la commune de Bron a été récompensée par le label « Ville Internet @@@@@ », en gagnant une arobase par rapport à l'année 2010.

## Environnement
Sur le territoire communal se situe le parc de Parilly, un parc autour du Fort de Bron, ainsi que le bois des Essarts.

## Économie

### Revenus de la population et fiscalité
En 2010, le revenu fiscal médian par ménage était de 27 470 €, ce qui plaçait Bron au 18 705e rang parmi les 31 525 communes de plus de 39 ménages en métropole.
Tandis qu'un quart des Brondillants vivent en quartier prioritaire, le taux de pauvreté de la ville atteint près de 27 % en 2019, contre 14,6 % au niveau national.

### Emploi
Le taux de chômage, en 2014, pour la commune s'élève à 11 %, un chiffre proche moyenne nationale (10,4 %).

### Entreprises et commerces
Bron constitue l’un des centres industriels — métallurgie et verrerie notamment — de la métropole lyonnaise. Par exemple le fils d'un verrier de Villeurbanne, Claude Seguin, mort à Verdun, est devenu un artisan de renom dans le domaine du bronze d'art et d'éclairage. Henri Seguin a vécu, à Bron où il est enterré, tout en dirigeant sa société à Villeurbanne laquelle créa de nombreux luminaires, maintenant à la vue de tous principalement aux plafonds de nombreuses Mairies en France.
Une situation géographique au cœur de grandes infrastructures de transport (routes et autoroutes, transports en commun avec le tramway) : un atout indéniable pour expliquer le dynamisme économique de Bron qui compte plus de 20 000 emplois que l'on retrouve essentiellement dans le secteur tertiaire (informatique, téléphonie, services à la personne…), tant dans le privé avec la présence de deux parcs d'activité qui regroupent plus de 250 entreprises sur plus de 50 ha et de grandes enseignes commerciales dont certaines ont leur direction régionale sur Bron que dans le public avec notamment les hôpitaux (Le Vinatier, Neuro-Cardio et l'hôpital Mère-enfant). D'où un parc hôtelier lui aussi très riche.
Fin 2011, il y a 314 commerces dont 124 au sens strict. Bron abrite aussi 19 grandes surfaces dont 6 en alimentaire.

## Culture locale et patrimoine

### Lieux et monuments
- Église Saint-Denis de Bron
- Église Notre-Dame de Lourdes
- Maison forte de Bron
- Fort de Bron

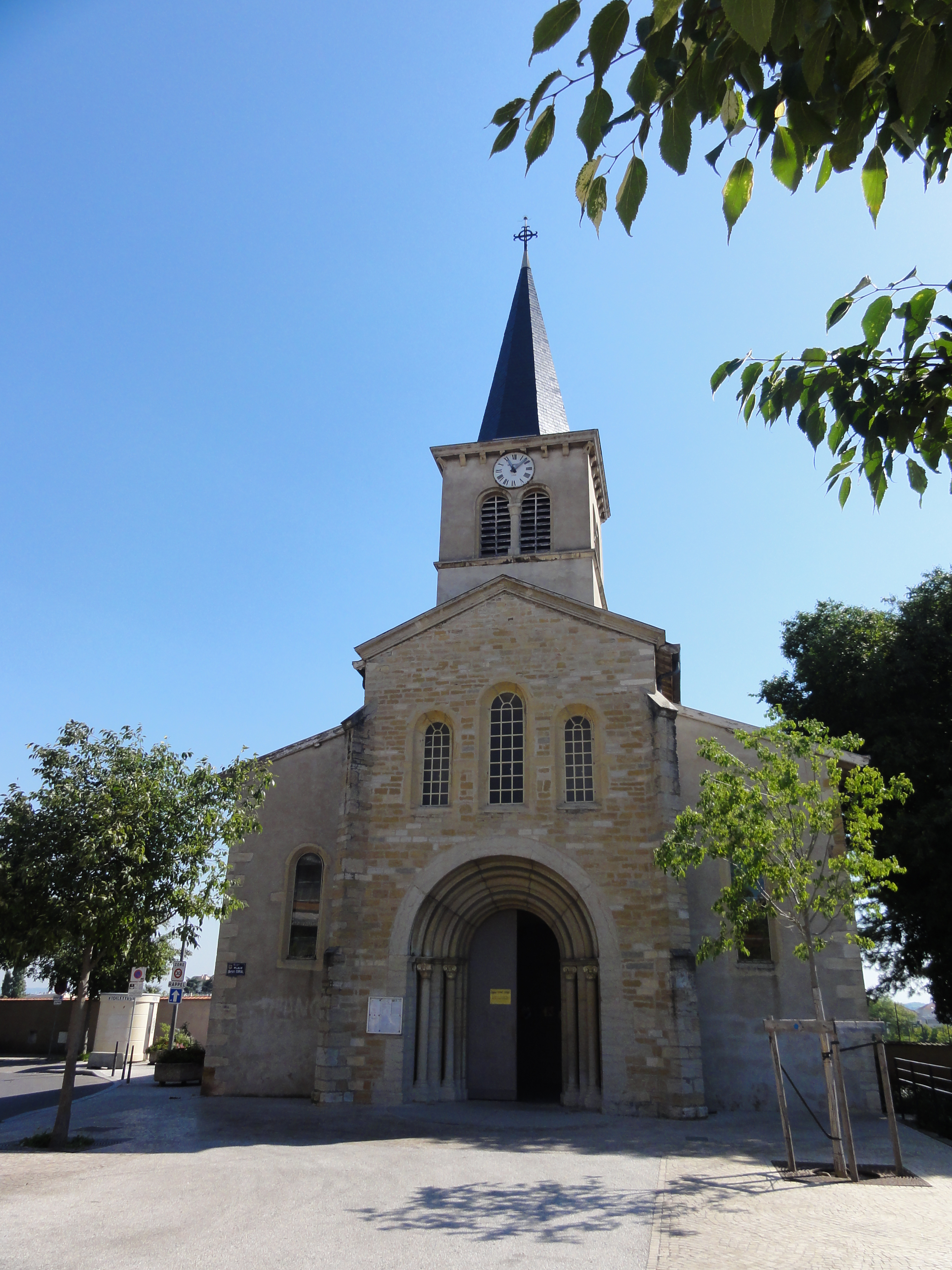
L'église Saint-Denis de Bron.

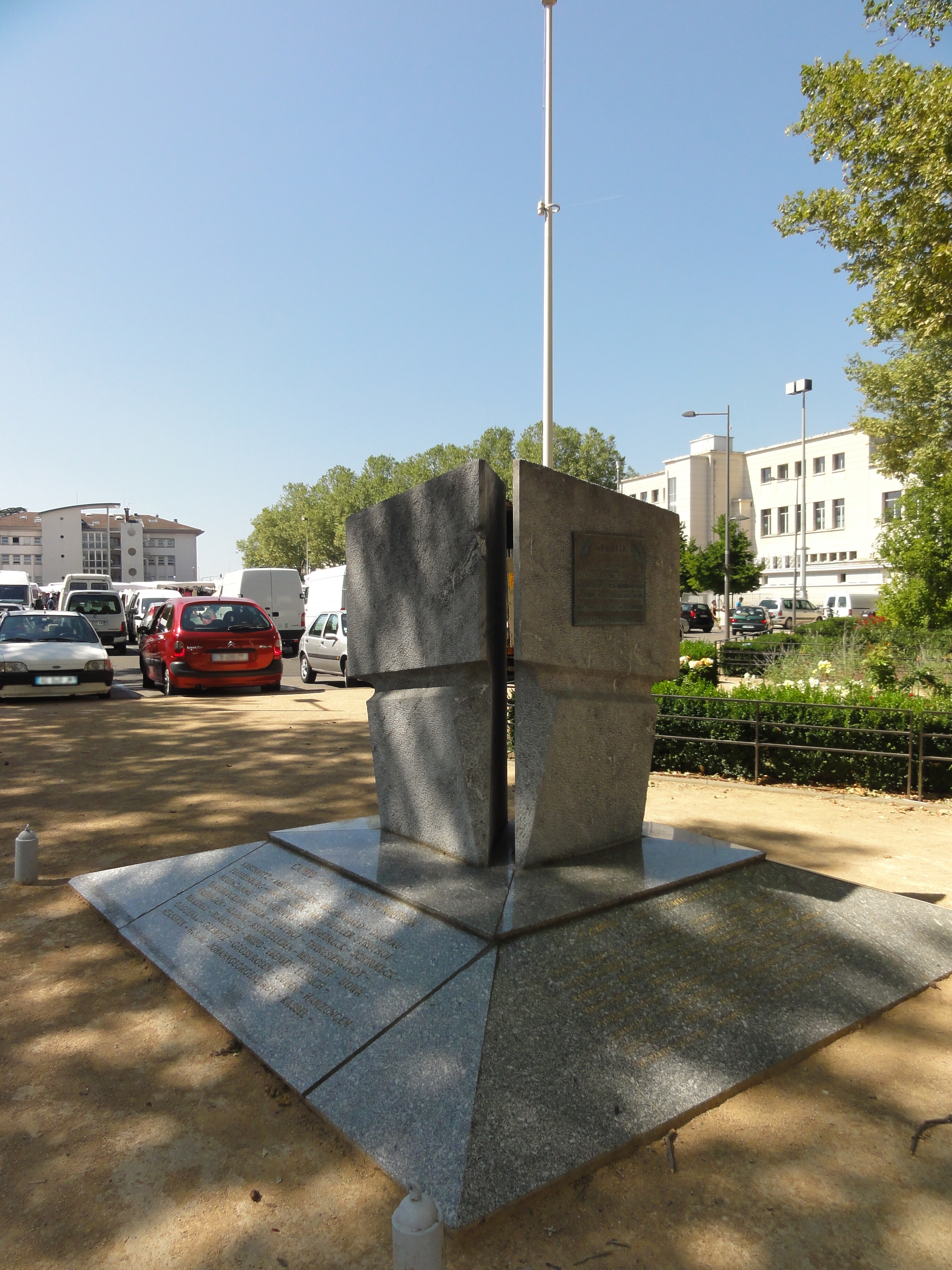
Le monument des Résistants et des déportés, place de la Liberté.

- Le monument des Résistants et des déportés, place de la Liberté

### Personnalités liées à la commune
- Hervé de Maupassant, frère de Guy de Maupassant est enterré dans le cimetière de Bron.
- Maryse Bastié (1898-1952), aviatrice française, est décédée à Bron.
- Pierre Chaillet, fondateur du journal de la résistance Témoignage chrétien : né le 13 mai 1900 dans le Doubs, il connaît une enfance paysanne à la dure. Élève au petit séminaire de Maîche où naîtra sa vocation religieuse, il entre dans la Compagnie de Jésus à 22 ans
- Pierre Lanzenberg (1900-1943), médecin français, assassiné au Camp d'extermination de Sobibor. Il est actif à Bron de 1942 au 9 février 1943, date de son arrestation lors de la Rafle de la rue Sainte-Catherine à Lyon, par la Gestapo, sous les ordres de Klaus Barbie.
- Jacques Dumesnil (1904-1998), acteur français, est décédé à Bron.
- Daniel Robin (1943-), natif de Bron, lutteur, double médaillé olympique en argent aux Jeux de Mexico en 1968.
- Jean-Jack Queyranne (1945 -) : homme politique français ancien ministre des DOM-TOM, Président de la région Auvergne-Rhône-Alpes, a été maire de Bron et y réside.
- Jannic Durand (1955-) : historien de l'art français, conservateur général du patrimoine, y est né.
- Mimie Mathy (1957-) : actrice, a passé son enfance dans la commune de Bron.
- Pierre Béchu (1959-1988), danseur sur glace, est né à Bron.
- Catherine Chabaud, navigatrice et femme politique, est née à Bron
- Stéphane Ostrowski (1962-), joueur et entraîneur de basket-ball.
- Éric Poulat (1963-) : arbitre international de football.
- Thierry Braillard (1964-) : ministre, avocat, conseiller municipal, conseiller régional et député du Rhône, est né et a vécu à Bron.
- Frédéric Protat (1966-) : pilote de moto, vainqueur des 24 Heures du Mans moto.
- David Hosansky (1971-1990), étudiant milliardaire français, est né à Bron.
- Mourad Merzouki (1973-) : artiste danseur et chorégraphe, imagine et conçoit un nouveau lieu de création et de développement chéorégraphique : Pôle Pik ouvre ses portes à Bron en 2009.
- Olivier Berruyer (1975-) : économiste français, actuaire de profession et tenancier du blog les-crises.fr, y est né.
- Nicolas Puydebois (1981-), footballeur français, est né à Bron.
- Karim Benzema (1987-) : footballeur international français, a passé son enfance dans la commune de Bron.
- Walid Berbagui (1995-) : footballeur international algérien, originaire de Bron.
- Hamza Rafia (1999-) : footballeur international tunisien, a passé son enfance dans la commune de Bron.
- Farès Chaibi (2002-) : footballeur international algérien, né à Bron et passé par le SC Bron Terraillon et l’As Bron.
- Chicandier (1978-) : humoriste et acteur français.
- Lala &ce (1994-) : rappeuse francophone.